# Orbiter
Orbiter är ett freeware-"spel" skapat av Dr Martin Schweiger, första versionen släpptes den 7 november 2000.

I detta "spel" kan man bland annat flyga rymdfärjor och en mängd olika Science Fiction-farkoster. Vad gäller styregenskaperna hos rymdfärjorna är de väldigt verklighetstrogna. 